# Norbert Balatsch
Norbert Balatsch (* 10. März 1928 in Wien; † 6. Mai 2020 ebenda) war ein international erfolgreicher österreichischer Chordirektor, in seiner Jugend Chorsänger an der Wiener Staatsoper mit der Stimmlage Bariton.

## Leben
Norbert Balatsch begann seine musikalische Karriere bei den Wiener Sängerknaben, deren Mitglied er von 1938 bis 1944 war. Ab 1952 war er Sänger im Chor der Wiener Staatsoper und übernahm ein Jahr später die Leitung des Wiener Männergesang-Vereines. Ab 1968 war Balatsch Chordirektor der Wiener Staatsoper, bis er im Jahr 1983 diese Funktion und die Leitung des Männergesang-Vereines zurücklegte und die Leitung des „Coro di Santa Cecilia di Roma“ übernahm. Neben der Leitung dieses Chores fungierte er als Dirigent zahlreicher internationaler Orchester. Von 1999 bis 2001 war Balatsch künstlerischer Leiter der Wiener Sängerknaben.
Von 1972 bis 1999 verbrachte Balatsch gemeinsam mit seiner Frau die Sommermonate bei den Bayreuther Festspielen, wo er als Chordirektor mit namhaften Dirigenten wie Horst Stein, Eugen Jochum, Silvio Varviso, Heinrich Hollreiser, Carlos Kleiber, Karl Böhm, Pierre Boulez, Colin Davis, Dennis Russell Davies, Peter Schneider, Daniel Barenboim, James Levine, Georg Solti oder Giuseppe Sinopoli zusammenarbeitete. In dieser Zeit entstanden etliche Audio- und Video-Gesamtaufnahmen, für die Balatsch den Chor einstudierte. Die meisten davon wurden auch im Fernsehen übertragen.
Norbert Balatsch lebte in Wien und in Kierling, war mit Herta Balatsch, einer ehemaligen Mezzosopranistin des Wiener Staatsopernchores, verheiratet und war Vater einer Tochter und eines Sohnes. Er starb im Mai 2020 im Alter von 92 Jahren in Wien.

## Ehrungen und Auszeichnungen
- Träger des Goldenen Ehrenrings der Stadt Bayreuth[4]
- 1969: Verleihung des Berufstitels „Professor“
- 1980: Grammy Award für die beste Choraufführung, Klassik (Mozart: Requiem)
- 2001: Grammy Award für die beste Choraufführung, Klassik (Bach: Matthäus-Passion)[5]
- 2006: Ehrenmitglied der Wiener Staatsoper[6] und Träger des Ehrenringes der Wiener Staatsoper.[7]
- 2008: Großkreuz des Verdienstordens der Italienischen Republik (Cavaliere di Gran Croce Ordine al Merito della Repubblica Italiana)[8]